# 4204 Barsig
A 4204 Barsig (ideiglenes jelöléssel 1985 JG1) a Naprendszer kisbolygóövében található aszteroida. Carolyn Shoemaker fedezte fel 1985. május 11-én.